# THE LOCK
『THE LOCK』（ザ・ロック）は、日本のボーカルダンスユニット・M!LKの“突然変異”ユニットであるBLACK M!LKの通算1枚目となるミニ・アルバム。
2018年6月13日にSDRから発売された。

## 収録曲
1. More [4:12]
作詞：YU-G、作曲：YU-G・SHIBU、編曲：SHIBU
2. MUKATSUKI [3:50]
作詞・作曲・編曲：MUTEKI DEAD SNAKE
3. HYBRID [3:55]
作詞・作曲・編曲：corin.
4. Don’t look back [4:36]
作詞・作曲・編曲：Satoshi Ikezawa
5. Bye Bye [4:05]
作詞・作曲・編曲：SHIBU
6. Chrage [4:14]
作詞：YU-G、作曲：YU-G・Yiming、編曲：Yiming